# Claude Akins
Claude Akins (n. 25 mai 1926 – d. 27 ianuarie 1994) a fost un actor de film american.

## Filmografie parțială

### Film
- 1953 De aici în eternitate (From Here to Eternity), regia Fred Zinnemann
- 1954 The Caine Mutiny (The Caine Mutiny), regia Edward Dmytryk
- 1954 Shield for Murder
- 1954 The Human Jungle ()
- Down Three Dark Streets (1954)
- The Sea Chase - Winkler (1955)
- Johnny Concho (1956)
- The Burning Hills (1956)
- The Sharkfighters (1956)
- Joe Dakota {1957}
- Hot Summer Night (1957)
- The Defiant Ones (1958)
- Onionhead (1958)
- 1959 Rio Bravo, regia (Howard Hawks)
- 1959 Porgy and Bess
- 1959 A dispărut o navă (Don't Give Up the Ship), regia Norman Taurog
- Comanche Station (1960)
- Inherit the Wind (1960)
- Claudelle Inglish (1961)
- Merrill's Marauders (1962)
- A Distant Trumpet (1964)
- The Killers (1964)
- Return of the Seven - Frank (1966)
- Incident at Phantom Hill (1966)
- Ride Beyond Vengeance (1966)
- Waterhole #3 (1967)
- First to Fight (1967)
- The Devil's Brigade (1968)
- The Great Bank Robbery - Slade (1969)
- A Man Called Sledge (1970)
- Flap (1970)
- The Night Stalker (1972)
- Skyjacked (1972)
- 1973 Bătălia pentru planeta maimuțelor (Battle for the Planet of the Apes), regia J. Lee Thompson
- Timber Tramps (1973)
- Tentacoli (1977)
- The Rhinemann Exchange (1977) (miniserial TV)
- Concrete Cowboys - Woody Stone (1979)
- The Baron and the Kid - Harley (1984)
- Battle of the Monster Trucks (1985)
- Monster in the Closet (1986)
- Manhunt for Claude Dallas (1986)
- The Curse (1987)
- Pushed Too Far (1988) as Sheriff
- The Gambler Returns: The Luck of the Draw - TV  movie mini series -  President Theodore Roosevelt (1991) (TV)
- Incident at Victoria Falls (1991) (TV) (ca Theodore Roosevelt)
- Falling from Grace (1992)

### Televiziune
- Dragnet - episodul - The Big Drink - Ellis (1954)
- Dragnet - episodul - The Big Mistress - Sgt. Jack McCreadie (1954)
- Gunsmoke - 10 episoade - Various (1955-1972)
- The Adventures of Superman - episodul - Peril by Sea - Ace Miller (1956)
- The Adventures of Jim Bowie - episodul - Land Jumpers -Manion, a settler (1956)
- Sheriff of Cochise - episodul - Manhunt - Harry Clegg (1957)
- Have Gun – Will Travel - episodul - The Great Mojave Case - Dever (1957)
- The Adventures of McGraw - episodul - Mojave - Jim Bennett (1957)
- Wagon Train - episodul - The John Cameron Story - Rich Tacker (1957)
- Tales of Wells Fargo - 5 episoade - Various (1957–1961)
- I Love Lucy - episodul - Desert Island - (1956)
- Cheyenne - episodul - The Long Search - Sheriff Bob Walters (1958)
- Wagon Train - episodul - The Monty Britton Story - Garth Redmond (1958)
- The Adventures of Jim Bowie - episodul -   A Grave for Jim Bowie - Miciah "Big" Hart  (1958)
- Maverick - episodul - Burial Ground of the Gods - Paisley Briggs (1958)
- The Rifleman - episodul - The Safe Guard - Floyd Doniger (1958)
- Yancy Derringer - episoadele -Gallatin Street, and  Collectors Item - Toby Cook (1958-1959)
- Bat Masterson - episodul - The Death of Bat Masterson - Jack Fontana (1959)
- Pony Express - episodul - The Story of Juiesberg (1960)
- Overland Trail - episodul - Fire in the Hole - Jumbo (1960)
- Wanted: Dead or Alive - episodul - Prison Trail - Jack Kelly (1960)
- Wagon Train - episodul - The Roger Bigelow Story - Wes Varney (1960)
- Riverboat - episodul - Duel on the River - Beaudry Rawlins (1960)
- Bonanza - episodul - The Mill - Ezeikel (1960), Sam Hill Season 2, episodul 34
- The Twilight Zone - episodul The Monsters Are Due on Maple Street  as  Steve Brand (1960)
- Wagon Train - episodul - The Selena Hartnell Story - Will Cotrell  (1961)
- Laramie - 4 episoade - Various (1960-1963)
- The Fugitive (TV series) Season 1 episodul 27 - Ralph Simmons (Airdate: 31 martie 1964)
- The F.B.I. - episodul - How to Murder an Iron Horse - Ben Gambriella (1965)
- The Big Valley - The Brawlers - (1965)
- The Man from U.N.C.L.E. - The Very Important Zombie Affair - El Supremo (1965)
- A Man Called Shenandoah - episodul - Obion-1866 - Frody Brown (1965)
- Laredo - episoade - Limit of the Law, The Treasure of San Diablo, Hey Diddle Diddle, A Question of Guilt, and Walk Softly - Cotton BuckMeister (1966–1967)
- The Guns of Will Sonnett - episodul - Ride the Long Trail - Turnbaugh (1967)
- Hondo - episodul - Hondo and The Gladiators - Brock (1967)
- The Lucy Show - episodul - Lucy Meets the Law (1967)
- The F.B.I. - episodul - Dark Journey - Jason Peale (1972)
- McMillan & Wife - episodul - The Face of Murder - Freddie O'Neal (1972)
- "The Rookies" - episodul - Margin For Error - Officer Buck Sanborn (1972)
- Cannon - episodul - Target in the Mirror - Lt. Bill Blaine (1973)
- Barnaby Jones - episodul - Murder-Go-Round - Eli Rile (1973)
- Mission Impossible - episodul - Speed - Sam Hibbling (1973)
- Police Story - 3 episoade - Various (1973-1978)
- In Tandem - TV movie (Pilot for Movin' On) - Sonny Pruitt (1974)
- Movin' On - 45 episoade - Sonny Pruitt (1974–1976)
- McCloud - episodul - The Colorado Cattle Caper (1974)
- Mannix - episodul - Mask for a Charade - Sgt. Al Reardon (1974)
- B.J. and the Bear - peste 5 episoade - Sheriff Elroy P. Lobo (1978–1979)
- The Misadventures of Sheriff Lobo - 38 episoade - Sheriff Elroy P. Lobo - (1978–1979)
- Concrete Cowboys - episodul - Concrete Cowboys - Woody stone (1979)
- Fantasy Island - episodul - Lillian Russell/The Lagoon - Calvin Pearson (1981)
- Darkroom - episodul - Uncle George - Bert Haskell (1981)
- Murder, She Wrote - 4 episoade - Ethan Cragg (1984)
- Tall Tales & Legends - episodul - Pecos Bill - Grandpa/Narrator (1986)
- Matlock - episodul - The Thoroughbred - Sam Taylor (1989)
- In The Heat of the Night - episodul - An Eye for An Eye - Benjamin Sloan (1991)